# 坂本義邵
坂本 義邵（さかもと よしあき、明暦2年（1656年） - 享保12年2月16日（1727年4月7日））は、江戸時代中期の近江国坂本出身の武士・神道学者で、後に陸奥国会津藩士。通称は覚之進、後に学兵衛。室町幕府最後の将軍足利義昭の子と称する一色義喬（左兵衛、後に和泉とも）の子、一色義房（筑後）の次男で母は柳原氏。苗字は初め「一色」であったが、出身地にちなんで「坂本」に改めた。子に坂本義馮、孫に坂本義辰。

## 経歴
吉川惟足に師事して神道を学び、保科正之の神葬の際には吉川従長（惟足の子）と共に神事を執り行った。その後、江戸へ出て軍学を学ぶ。正之の葬儀以降、会津藩と親密だったが、元禄3年（1690年）に会津藩主・会津松平家当主の松平正容により会津に招かれ、正式に20人扶持無役組として仕官する。
元禄8年（1695年）に使番となって役料100石を与えられ、150石の知行を領する。宝永から正徳年間の武鑑に会津藩の城使に「坂本学兵衛」の名があるが、義邵のことである。享保2年（1717年）には鉄砲頭となり、さらに100石を加増されて250石を領す。この頃には諸礼故実にも通じるようになる。享保4年（1719年）にはさらに250石を与えられ500石を領した。享保12年（1727年）、72歳で死去した。

## 人物
保科正経の代に垂加神道の山岡塩山が会津に来て、垂加神道派神道を教学し、諏訪神社神官までが奉じて、正経に神道を講じるまでになったが、義邵は正経に垂加神道は正経の神道とは違うことを諫言して気づかせた。
仕官前後に、足利家菩提寺である鑁阿寺（現在の栃木県足利市）に、祖父が幕府に提出した『家来連判帳』などの家宝の一部を寄進した。父同様に江戸幕府将軍の法会の際には香典を差し上げたい旨を幕府に伝えたが、陪臣になったことを理由に許可されなかったという。
将軍徳川吉宗及び徳川家重の理髪は松平正容が行ったが、その式のやり方は義邵が教えたという。また正容の長男の松平正邦の着初の式にも参賛したという。